# 緬甸共產黨
缅甸共产党，简称缅共，是缅甸的一个共产主义政党。该党成立於1939年8月15日，昂山为第一任总书记。
1989年，缅共发生严重分裂，分裂出佤邦联合军、缅甸民族民主同盟军、掸邦东部民族民主同盟军等割据势力，导致缅共丧失全部根据地。
目前，该党在缅甸属于非法组织，主要在秘密状态下运作。2021年8月，在克钦独立军的支持下，缅共宣布重新开展武装斗争，成立“人民解放军”；目前，人民解放军主要活动在克钦邦和实皆省。

## 历史

缅甸共产党1939年－1946年使用的党旗

1939年10月1日，昂山聯合德欽黨、緬甸共產黨、貧民黨等組成自由聯盟（亦稱緬甸出路派組織），由巴莫出任主席，昂山出任總書記。1941年，昂山带领29名青年（史称「三十志士」）到日本占领的海南岛接受軍事訓練，准备组织武装起义配合日军侵入英属缅甸。事实上，昂山此时也已经脱离了缅甸共产党。而此前由于德欽丹東、德钦梭等骨干被捕，缅甸共产党无形中陷于瓦解，1941年12月太平洋战争暴发，1942年1月日本军队从马来西亚和泰国侵入缅甸，德钦丹东、德欽梭等出狱，德欽梭任緬甸共產黨第二任总书记，1946年3月，由于清算白劳德路线以及關於是否堅持毛澤東思想與農村路線而造成缅甸共产党内部第一次大分裂，德欽梭作為反對毛澤東思想的親蘇派与其它7个中央委员脱离缅共另行组织红旗共产党，德欽梭任红旗共产党中央总书记，缅甸共产党则重新组成新的中央，选举德钦丹东出任中央总书记（后改称中央委员会主席）。1944年8月到9月，缅共、“缅甸国民军”（昂山为首）、“缅甸人民革命党”（即缅甸社会党前身）等团体领导人在吴努家中举行了会议，成立“緬甸反法西斯人民自由同盟”。昂山任最高领导人，德钦丹东任总书记，德欽索任政治领导人，吴奈温也是重要领导人之一。“同盟”内部在对待一系列与英人合作与独立形式的问题上，出现了严重的分歧。缅甸共产党对于昂山的“中间路线”进行了强烈的抨击。1946年10月10日，由于共产党批评昂山镇压罢工，“同盟”执行委员会通过决议，把缅甸共产党排除出了“同盟”。

缅甸共产党1946年－1969年使用的党旗

缅甸共产党第三面党旗，在1985年党的第三次代表大会上提出

缅甸独立后，缅甸共产党坚持反对吴努政府，1948年8月，吴努政府向缅甸共产党全面进攻，缅共被迫转入地下，并开展武装斗争，緬甸共產黨在1960年失去位於緬甸中部的根據地之後，寻求并获得中華人民共和國和北越支持。有一批缅共领导人在中国北京国际马列主义学院学习，后分别被派到中国人民解放军第54野战军挂职学习。在地方挂职学习地四川省、贵州凯里、云南昆明对一部分缅甸人秘密进行培训，其中有815军区司令丁莱、东北军区参谋长余剑、果敢彭家聲、克钦邦丁英、佤邦赵尼来和鲍有祥等，后来在緬甸東北部重新建立，當中包括了佤邦、克钦邦、果敢。作为东南亚的第一个共产党国家，胡志明领导下的越南民主共和国亦视缅共为其在印度支那地区以外的重要盟友，向其派遣军事顾问和专家进行指导工作，亦有缅共中层和基层干部在越南人民军一号陆军士官学校学习。
1962年缅甸国防军司令、陆军上将吴奈温发动政变，建立亲美的军事独裁统治，并通过实行所谓的“缅甸式社会主义”与已和中国交恶的南斯拉夫和苏联建立联系，缅甸由此正式步入军政府时期。1967年缅甸军政府发动反华骚乱，中国和北越于次年正式帮助缅共重建军队，刚刚退出华约的阿尔巴尼亚亦应中越两国的邀请参与了对缅共的援助。缅共中央所在地早期为勃固，1975年后迁至邦康。
1976年毛泽东去世后，中国于1978年开始改革开放并在1980年停止对包括缅共在内的海外共产党的援助，此时正值中越和中阿关系交恶，缅共倒向越南和阿尔巴尼亚一方。越南方面要求缅共撤销具有中国背景的高、中层干部，尤其要求清除领导层内的华裔干部。缅共方面由此开始大量排斥知青志愿兵出身的干部和果敢族干部等，导致党内人心出现涣散。而1986年时任越共中央总书记黎笋去世后，越南也开始革新开放并寻求与中国关系正常化，从而逐步停止了对缅共的援助。1985年霍查去世后，阿尔巴尼亚不堪自身国内矛盾，亦逐步停止对缅共的援助。完全失去中越阿三国外援后的缅共党内矛盾日益加深，士气日渐低落，错过了8888民主运动后美国等西方各国撤销援助导致军政府处于孤立状态的时机。
1989年3月11日，彭家聲领导的东北军区部隊於果敢縣率先发动兵变，宣佈脫離緬甸共產黨，组建緬甸民族民主同盟軍，并與緬甸軍政權達成停戰協議。在果敢发生兵变后，以时任总书记德钦巴登顶为首的缅共中央下令镇压。而以鮑有祥，魏赛堂，赵尼莱为首佤族部队决定推翻缅共。4月17日，魏赛堂统领起义部队，并亲自率领417营包围位于邦康的缅共中央办公厅，将缅共中央领导驱逐至中国，終止緬共在佤邦地區的活動，成立緬甸民族民主聯合黨和緬甸民族民主聯合軍（之后被魏赛堂改为佤邦联合军）。两天后的4月19日，知青志愿兵出身的彭家声女婿林明賢领导的815军区亦突然发动兵变宣布脱离缅共，並另立撣邦東部民族民主同盟軍。
同在中部军区活动的缅共盟友北掸邦军和掸邦进步党恢复独立行动，召学腾任主席，雷茂任司令。5月，缅甸民族民主联合军420师（原人民军东北军区6旅）防区遭坤沙蒙泰军攻陷。5月18日，佤邦和北掸邦军與緬甸軍政權達成停戰協議。6月30日，815军区方面與緬甸軍政權達成停戰協議。同9月，101军区司令员丁英宣布脱离缅甸共产党，成立克钦新民主军。至此，緬甸共產黨的根据地彻底瓦解。
在1989年缅共失利后，缅共中央委员赛昂温向军政府投降。赛昂温是缅共唯一一个掸族中央委员，也是唯一一个向军政府投降的中央委员。而其他领导人选择流亡中国，继续坚持地下斗争。
1990年代，缅甸政府曾宣布挫败了一次缅共组织的暴动，60多名军官被逮捕。据说，现在若开地区仍然有缅共游击队（可能是原红旗派武装）在活动。缅共的余部败走中国后，以也波晋孟为首对党组织进行了重组。缅共余部骨干大都是原来北上的缅族学生，后来还有一些本土人士加入。

### 2021年復出

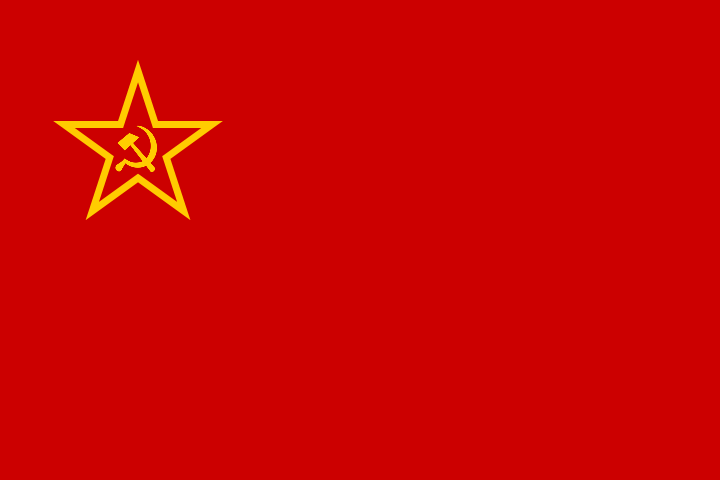
人民解放軍軍旗

2021年2月1日，緬甸國防軍發動軍事政變，緬甸共產黨於同日發布聲明譴責政變並呼籲建立統一戰線反對國防軍。
2021年3月，缅共干部通过中缅边境重新进入缅甸。同年8月，缅共宣布已经建立了新的武装组织——人民解放军，以对抗国家管理委员会并发动“人民战争”。克钦独立军为人民解放军提供了最初的武器和装备。在德林达依省，人民解放军与人民防卫军并肩作战。人民解放军声称拥有1000名现役士兵。2021年12月6日，缅共在英国《晨星报》宣布重新开展武装斗争，向军政府当局宣战。受访的缅共发言人表示，缅共已经为重启武装斗争准备了很久，2021年的政变加快了这一进程。发言人还表示，缅共虽然在原则上不拒绝与军政府对话，但他们知道必须通过武力才能推翻军政府的统治；发言人还表示，政变前的体系也无法保障人民民主和社会进步。
2023年11月，该党发言人波丹强接受采访时称，该党及其领导的人民解放军在实皆省有显著的影响力。

## 对外政策
1947年12月，缅甸共产党的孟加拉裔理论家Yèbaw Ba Tin发表了《当前的政治形势和我们的任务》，将与中、越、印尼（为当时东南亚的第二大共产党）三国共产党结盟写进纲领（同“民主中国和斗争中的越南和印尼”建立核心同盟），以此为基础获得苏联的支持，以及和其他“反抗英美帝国主义殖民”的民主国家建立同盟和贸易关系。
1963年与缅甸军政府谈判破裂后，缅共重申了1947年纲领中与中国、越南和印尼三国共产党结为同盟的对外方针，因而缅共的一系列政策得到中国共产党的公开支持，而当时与中国关系紧密的、以胡志明为首的越南共产党和受到时任印尼总统苏加诺支持的印尼共产党亦视缅共为其同在东南亚的重要盟友。中越两国遂开始向缅共提供武器和资金，并招收大量缅共干部入读军事院校，为其培训军官；印尼共产党虽并未取得政权，但因其受到当时的苏加诺政府大力支持而在印尼国内拥有较大影响力，其规模为当时东南亚仅次于越南的第二大共产党，因此亦尽己所能为缅共搜集大量物资以示支援。
1965年9月，印尼发生930事件，导致印尼共产党遭苏哈托为首的亲美政变军人当局屠戮殆尽，使缅共失去一个重要盟友。缅共吸取了印尼共未建立武装的教训，同时其自身亦有1958年放下武器的教训，因而请求中华人民共和国和北越方面帮助其尽快重建军队。
1967年6月，奈温政府效仿印尼930事件后苏哈托政府以印尼华人为目标迅速消灭印尼共产党的反共大屠杀，以缅甸华人为目标发动反华骚乱，同时亦镇压缅甸国内一切抗议越南战争的反战声浪，意图就此一举消灭缅共。缅共立即发表题为《缅甸蒋介石——奈温军人政府必败，人民必胜》的声明在舆论上为自己争取时间。中国和北越经历了印尼共产党遭灭党后未能迅速做出反应的教训，立即公开对缅共表示支持。
自1968年起，缅共相继受到中华人民共和国、北越和阿尔巴尼亚人民共和国的支持和援助，尤其在三国的帮助下重建了军队。尽管中国为其最大的援助国，但由于与越南同属东南亚国家，加之缅共高层始终对中国抱有一定戒心，在1978年中越关系交恶前，缅共奉行亲越友华政策，而在中越关系恶化后，缅共完全倒向越南一方，直接推动了其于1989年的瓦解。

## 軍事
緬甸共產黨直接領導缅甸人民军。

## 缅共历任领袖
- 德钦昂山总书记（1939-1940年）
- 德钦梭总书记（1940-1946年）
- 德钦登佩（登佩敏）总书记（1946-1952年）
- 德钦丹东主席（1952-1968年）
- 德钦辛主席（1968-1975年）
- 德钦巴登顶 主席（1975-1989年）
- 也波晋孟总书记（1989-2015年）
- 尼尼觉总书记（？—至今）

## 外部連結
- 官方网站
- 人民解放军的Facebook專頁